# Governança criminal
A expressão governança criminal se refere aos processos de controle social e econômico de organizações criminosas sobre determinados territórios em que o Estado é frágil ou negligente. Exemplos de governança criminal podem ser vistos com a atuação do Primeiro Comando da Capital nas prisões e bairros periféricos no estado de São Paulo (Brasil), assim como na atuação de gangues criminosas na América Central e México no controle social e imposição de regras para a população sob seu controle. 
As organizações criminosas desenvolveram práticas de governança que evoluem de acordo com o andamento dos seus negócios. Esse desenvolvimento começa com o foco no controle e imposição de normas para membros de organizações criminosas, a chamada governança interna. Em seguida, pode se desenvolver para gerenciar atividades ilícitas, ou a governança do mercado criminoso em si, muitas vezes conectado com uma aliança simbiótica com o estado, fato que efetivamente limita os direitos e a liberdade dos cidadãos comuns. Finalmente, em um terceiro estágio, tais grupos se tornam mais autônomos à medida que alcançam o controle e impõem normas que desafiam o domínio do estado, a chamada governança civil-criminal ('gang-rule').
Quando há uma tensão entre a governança criminal e o controle do Estado em que a população fique sujeita ao mesmo tempo às pressões e controle de dois sistemas de governança coexistentes, pode-se dizer que há ali uma governança híbrida. Neste caso, o Estado tem a governança imposta pela lei, vinda de maneira vertical pelas suas instituições, enquanto a criminalidade impõe paralelamente um modelo horizontal de governança que a população também fica sujeita.